# David de Pury (négociant)
 (janvier 2022).
La mise en forme du texte ne suit pas les recommandations de Wikipédia : il faut le « wikifier ».
Les points d'amélioration suivants sont les cas les plus fréquents. Le détail des points à revoir est peut-être précisé sur la page de discussion.
- Les titres sont pré-formatés par le logiciel. Ils ne sont ni en capitales, ni en gras.
- Le texte ne doit pas être écrit en capitales (les noms de famille non plus), ni en gras, ni en italique, ni en « petit »…
- Le gras n'est utilisé que pour surligner le titre de l'article dans l'introduction, une seule fois.
- L'italique est rarement utilisé : mots en langue étrangère, titres d'œuvres, noms de bateaux, etc.
- Les citations ne sont pas en italique mais en corps de texte normal. Elles sont entourées par des guillemets français : « et ».
- Les listes à puces sont à éviter, des paragraphes rédigés étant largement préférés. Les tableaux sont à réserver à la présentation de données structurées (résultats, etc.).
- Les appels de note de bas de page (petits chiffres en exposant, introduits par l'outil «  Source ») sont à placer entre la fin de phrase et le point final[comme ça].
- Les liens internes (vers d'autres articles de Wikipédia) sont à choisir avec parcimonie. Créez des liens vers des articles approfondissant le sujet. Les termes génériques sans rapport avec le sujet sont à éviter, ainsi que les répétitions de liens vers un même terme.
- Les liens externes sont à placer uniquement dans une section « Liens externes », à la fin de l'article. Ces liens sont à choisir avec parcimonie suivant les règles définies. Si un lien sert de source à l'article, son insertion dans le texte est à faire par les notes de bas de page.
- La présentation des références doit suivre les conventions bibliographiques. Il est recommandé d'utiliser les modèles {{Ouvrage}}, {{Chapitre}}, {{Article}}, {{Lien web}} et/ou {{Bibliographie}}. Le mode d'édition visuel peut mettre en forme automatiquement les références.
- Insérer une infobox (cadre d'informations à droite) n'est pas obligatoire pour parachever la mise en page.

Pour une aide détaillée, merci de consulter Aide:Wikification.
Si vous pensez que ces points ont été résolus, vous pouvez retirer ce bandeau et améliorer la mise en forme d'un autre article.
 (janvier 2022).
Pour les articles homonymes, voir David de Pury et de Pury.
David de Pury, né le 19 janvier 1709 à Neuchâtel dans la Principauté de Neuchâtel et mort le 31 mai 1786 à Lisbonne, est un négociant suisse. Le Dictionnaire historique de la Suisse le décrit comme un « négociant, actif dans le commerce colonial et la traite des esclaves ».

## Famille
Il est l'un des huit enfants de Lucrèce Chaillet et de Jean-Pierre Pury (1675-1736). Ce dernier est un explorateur et grand voyageur, qui a entre autres fondé en 1734 la colonie éphémère de Purysburg en Caroline du Sud.
Son père étant souvent absent, David sera surtout élevé par sa mère et ses oncles Quinche, des demi-frères de celle-ci. Le frère aîné de David, Charles, succède à son père en tant que commandant de la colonie de Purrysburg. Il y est mort en 1754, assassiné pendant une révolte d'esclaves.
Parmi les sept frères et sœurs de David, seulement trois atteignent l'âge adulte, entre autres Charles, ci-dessus, et Marie, avec qui David gardera une correspondance.
David de Pury a été fiancé pendant quelque temps à une dame anglaise, mais la relation n'a pas tenu. Il n'a jamais été marié.

## de Pury, négociant
En 1726, âgé de 17 ans, David part de sa maison et se rend à pied à Marseille où il se forme au commerce maritime chez le négociant Isaac Tarteiron.
Pendant 3 ans et demi, il apprendra la gestion d'une entreprise maritime au long cours, la pratique de l'import-export, la tenue de livres de comptes, l'engagement de matelots, la correspondance, la compréhension du va-et-vient portuaire, la valeur des marins et des navires, ou encore la circulation de l'argent, l'évaluation du crédit et l'établissement de la lettre de change.
Puis, il termine sa formation à Londres dans la maison Simon. En 1730, il est engagé comme secrétaire de langue française par la Compagnie de la mer du Sud (South Sea Company ou SSC), l'une des grandes compagnies qui se partagent l'attribution des marchés mondiaux.
La SSC pratique le commerce d'esclaves (dit aussi commerce triangulaire quand il est lié à un système global d'échange Europe - Afrique - Amérique), mais la compagnie doit surtout son succès aux nombreuses opportunités commerciales que lui offrent les ports africains, américains et européens,.
David de Pury se forge une réputation d'employé travailleur, doué d'un sens aigu des affaires surtout en ce qui concerne l'évaluation du rapport entre le risque et le produit. Les talents commerciaux de David de Pury le font entrer dans le cercle des riches marchands. Il se fait ainsi des relations chez les notables et sait se mettre sous leur protection. Il s'intègre si bien qu'il obtient même la citoyenneté britannique.
En 1736, on retrouve David à Lisbonne où il fonde la maison de banque Pury, Mellish & Devismes. Parmi ses associés, on trouve Joseph Mellish qui est le gendre de John Gore, le directeur de la SSC, ainsi que d'autres de ses proches.
David de Pury est venu à Lisbonne dans le but d'établir un commerce d'extraction et de vente de diamants brésiliens. En effet, c'est en 1725 que des diamants sont découverts au Brésil. La couronne portugaise cache ce fait jusqu'en 1729 pour profiter de la richesse de la mine. Tout d'abord l'extraction s'est faite avec taxes et transport dus à la couronne, puis sous forme d'affermage et enfin de monopole d'État.
David de Pury connaît bien le marché du diamant, car une grande partie du commerce de pierres précieuses se tient sur la place financière de Londres. Pury arrive donc à Lisbonne en 1736, juste après la décision en 1735 de passer l'exploitation des mines de diamants brésiliennes au système de l'affermage.
David de Pury à des relations haut placées à Londres dont le Baron Walpole (en) qui a pour beau-père Joshua van Neck (en) qui va avec son frère Gérard Van Neck financer la première société de David de Purry à Lisbonne. Les frères Van Neck et un certain Braamcamp, d'origine hollandaise, vont se charger des relations avec les diamantaires d'Anvers et de Londres.

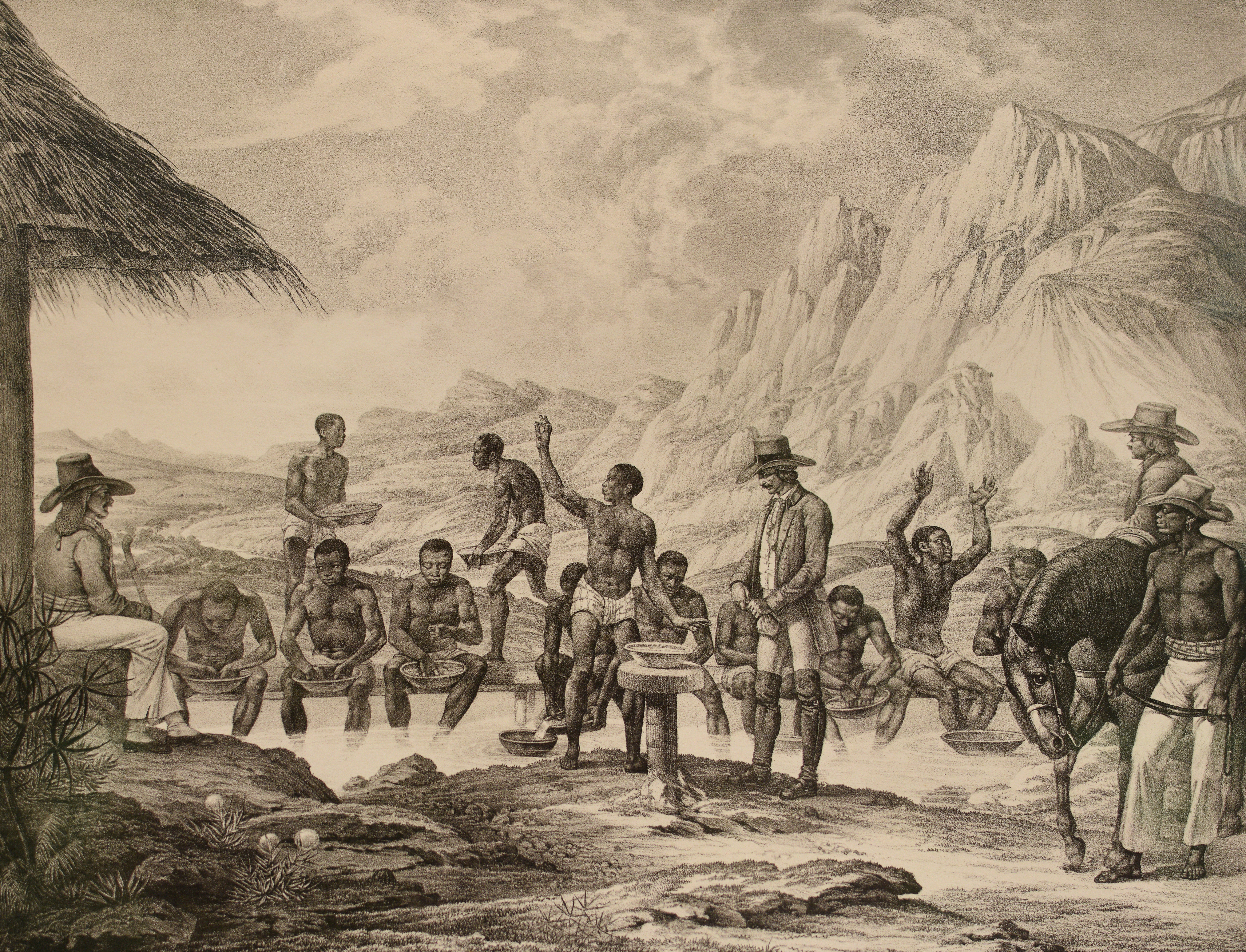
Esclaves lavant les diamants dans le Minas Gerais au Brésil.

David de Pury arrive à gagner les faveurs du marquis de Pombal, ce qui lui permet de parvenir à acheter entre 1750 et 1752, la ferme de l'exploitation des diamants brésiliens à la maison royale du Portugal. Cette exclusivité sur l'exploitation des gisements de diamants brésiliens est une affaire exceptionnelle. Le montant payé à la couronne pour trois ans s'élevait à 729 contos reis (soit 4 950 000 francs or), dont 17 % versés en acompte.
Au vu du montant du fermage payé à la couronne portugaise, le bénéfice de l'exploitation de diamants devait être considérable.
Hormis les diamants, David de Pury a également fait commerce de bois rares de la forêt amazonienne, tel que l'acajou, et le jacaranda.
Durant les 50 ans que David de Pury a passés à Lisbonne, il a fondé pas moins de 3 sociétés. La première en 1736, puis en 1740 et en 1749. Il semble que toutes ont été prospères.
En 1755, lorsqu'il était en déplacement à Londres, le tremblement de terre de Lisbonne fait perdre à Pury les trois-quarts de ses biens. Malgré ce revers, il va très vite reconstituer sa fortune. Après le tremblement de terre, sa fortune restante est estimée à 20 contos reis (7500 £ sterling), en 1763 elle aura déjà doublé, puis en 1766 c'est la somme de 190 contos reis (45700 £ sterling) qui sera dans les poches de David de Pury.
En 1762, David de Pury devient banquier du roi du Portugal en prêtant à ce dernier 2 années consécutives la somme de 320 écus d'or.
En 1785, David de Pury est anobli par le Roi Frédéric II de Prusse. David de Pury dira dans son testament :
Sa Majesté le Grand Roi de Prusse m’a fait la grâce du titre de Baron de Purry dans son Royaume et dans tous ses États, honneur que j’estime infiniment, et cependant je n’ai point changé ma signature, parce que les capitaux que je possède dans les fonds publics du gouvernement d’Angleterre et de France y sont inscrits sous le nom de David Purry. 
David de Pury, Codicille de son testament, 22 mai 1786

## de Pury, bienfaiteur de la ville de Neuchâtel
David de Pury meurt en 1786 à Lisbonne où il est toujours enterré au cimetière des Anglais. Sa tombe oubliée pendant près d’un siècle fut restaurée par le consul de Suisse à Lisbonne pour marquer la reconnaissance de Neuchâtel à l’égard de son bienfaiteur. Son buste est sculpté en 1795 par le sculpteur, architecte et archéologue français Aubert Parent.
Dans son testament du 30 janvier 1777, David de Pury écrit : je déclare être garçon libre, n’ayant jamais été marié et n’avoir point d’enfants ni d’héritiers forcés.
Sur une fortune qu'il estime à 475 000 crusades (1000 réis = 1 cruzeiro) non compris ce qu'il me reviendra de ma société actuelle, il lègue à des privés et à sa famille un total de 129 040 crusades. Puis, il lègue le reste à la ville de Neuchâtel: J'institue pour héritiers universels du reste de tous mes biens tant présents que futurs la Ville et la bourgeoisie de Neuchâtel en Suisse.
(D'après d'autres sources La fortune estimée de David de Purry en 1776 est de 190 contos réis ce qui donne 380 000 écus de France ou encore 50 000 livres anglaises de l'époque.)
Il partage ses biens en deux parts. Il précise: La première portion devra être employée pour les œuvres pies et de charité, telles que la réparation et la réédification des temples de la ville de Neuchâtel, l'entretien des orgues des susdits temples, l'augmentation des revenus affectés aux pasteurs et ministres de St Evangile de la dite ville....
Le 22 mai 1786, Mes biens étant si fort augmenté, David de Pury écrit un codicille à son testament. Sa fortune a tellement augmenté qu'il ne sait pas exactement ce qu'il lègue à la ville de Neuchâtel, habitée, à l'époque par 2 000 habitants.
La ville et bourgeoisie de Neuchâtel reçoit comme héritage la somme de 2 250 000 livres tournois. Pour se faire une idée, les historiens donnent une valeur moyenne de 8 euros à la livre tournois, on peut donc imaginer que David de Pury a laissé environ 30 millions de CHF en héritage à sa ville natale. Mais d'après une autre estimation, si l'on se base sur le salaire annuel d'un instituteur neuchâtelois de l'époque qui était entre 24 et 30 livres par année. La fortune laissée par David de Purry est plutôt de l'ordre des 600 millions de CHF actuels.
La fortune de David de Pury a permis à la ville de Neuchâtel de construire plusieurs bâtiments imposants :
- 1781 ou 1783 : de son vivant déjà, David de Pury finance discrètement l'ancien hôpital qui était plutôt un hospice.
- 1788 : la première bibliothèque publique de suisse.
- 1790 : l'Hôtel de ville.
- 1836-1843 : le détournement du Seyon
- 1835 : le collège latin.
- 1853 : le collège des filles, qui est actuellement le musée d'histoire naturelle.
- la route du Plan.

À tout cela on peut encore ajouter une participation importante aux réalisations ferroviaires du Jura et du Val-de-Travers.

## Rôle de David de Pury dans l'esclavage et la traite négrière

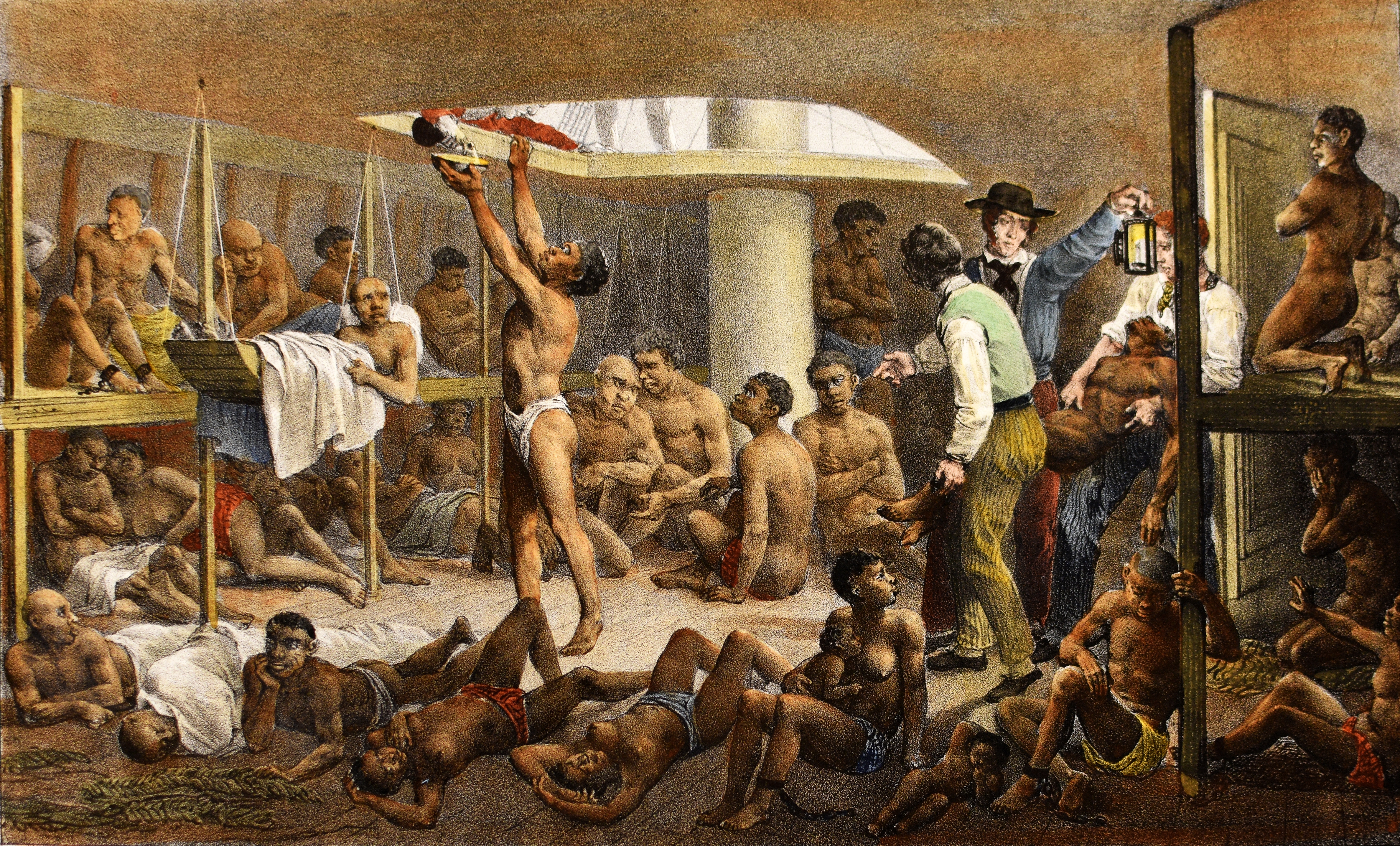
Transport de captifs à bord d'un navire négrier.

David de Pury était actionnaire de la compagnie portugaise Pernambuco e Paraiba, fondée en 1759, et dont une partie de l'activité reposait sur des plantations brésiliennes où travaillaient des esclaves. Cette compagnie a déporté plus de 42 000 esclaves d'Angola.
Selon Bouda Etemad, professeur honoraire de l'Université de Lausanne, et coauteur en 2005 du livre La Suisse et l'esclavage des Noirs, dans une interview dans Le Matin Bleu, il est impropre de tenir David de Pury pour un « esclavagiste » : « Il y avait deux types d'esclavagistes : les négriers, qui faisaient du trafic d’être humains en Afrique et en transportant les esclaves à travers l’océan Atlantique. Et il y avait les propriétaires terriens, en Amérique, qui faisaient travailler des esclaves. David de Pury n’était ni l’un, ni l’autre ».

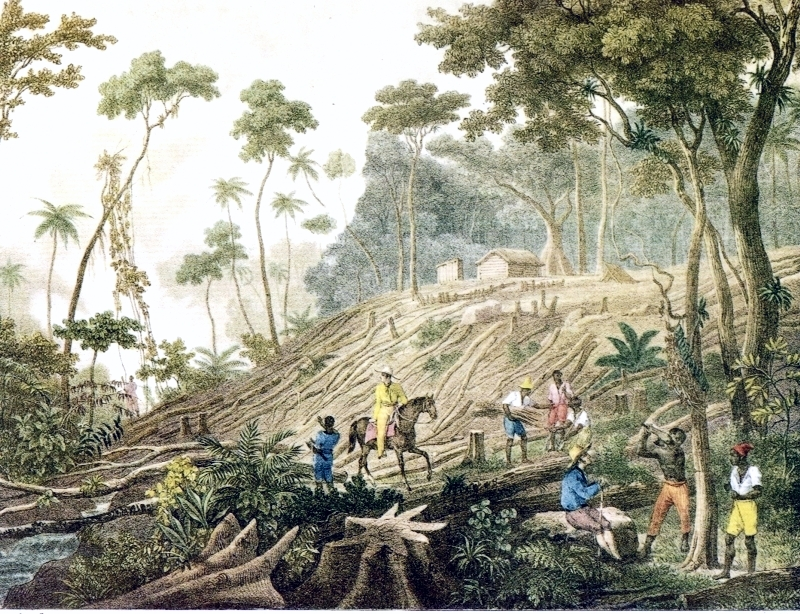
Esclaves défrichant d'une forêt au Brésil.

Plus récemment, Matthieu Gillabert, professeur à l'Université de Fribourg, dans un article du Dictionnaire Historique de la Suisse offre une lecture différente. Il présente de Pury comme « actif dans le commerce colonial et la traite des esclaves ». Gillabert suggère aussi que de Pury a fondé une entreprise avec Bartolomeu Miguel Viana « sujet portugais actif dans le commerce d’esclaves et de bois brésilien au sein de la John Dansaint & Company ». Enfin, Gillabert montre également que l'entreprise de David de Pury, nommée Purry, Mellish et Devisme, avait le monopole du bois du Brésil (ou pernambouc ou pau-brasil) dont l'exploitation « fut d'abord assurée par des indigènes, puis progressivement par des personnes asservies originaires d'Afrique. »
Sylvie Doriot Galofaro dans une monographie sur la Suisse et le Brésil montre que « David de Pury au travers de sa société Purry, Mellish et Devisme, soutenue par le marquis de Pombal, ont ainsi indirectement participé à la colonisation du Brésil par le Portugal ».
L'historien brésilien Thiago Alves Dias suggère que « l'histoire de la famille Pury est imprégnée de luttes, de guerres et de gains générés par les avancées colonisatrices, la décimation des populations autochtones, les entreprises monopolistiques et l'esclavage ». Enfin, l'historien Italien Carlo Ginzburg suggère que la fortune de David de Pury est en partie basée sur l'esclavage et écrite dans un article en 2005 « en 1786, il a laissé son argent, dont une partie avait été gagnée par le commerce des esclaves avec le Brésil, aux pauvres de Neuchâtel ».
La figure de de Pury et son rôle dans la traite négrière et l'esclavage continue à être questionnée, comme le montrent les débats autour de la présence de de Pury dans l'espace public (voir section ci-dessous). Pourtant , l'historiographie récente semble montrer un rôle de David de Pury dans l'entreprise coloniale et esclavagiste portugaise,,,.

## La figure de David de Pury dans l'espace public: la Place Pury et la statue à son effigie

### David de Pury à l'honneur

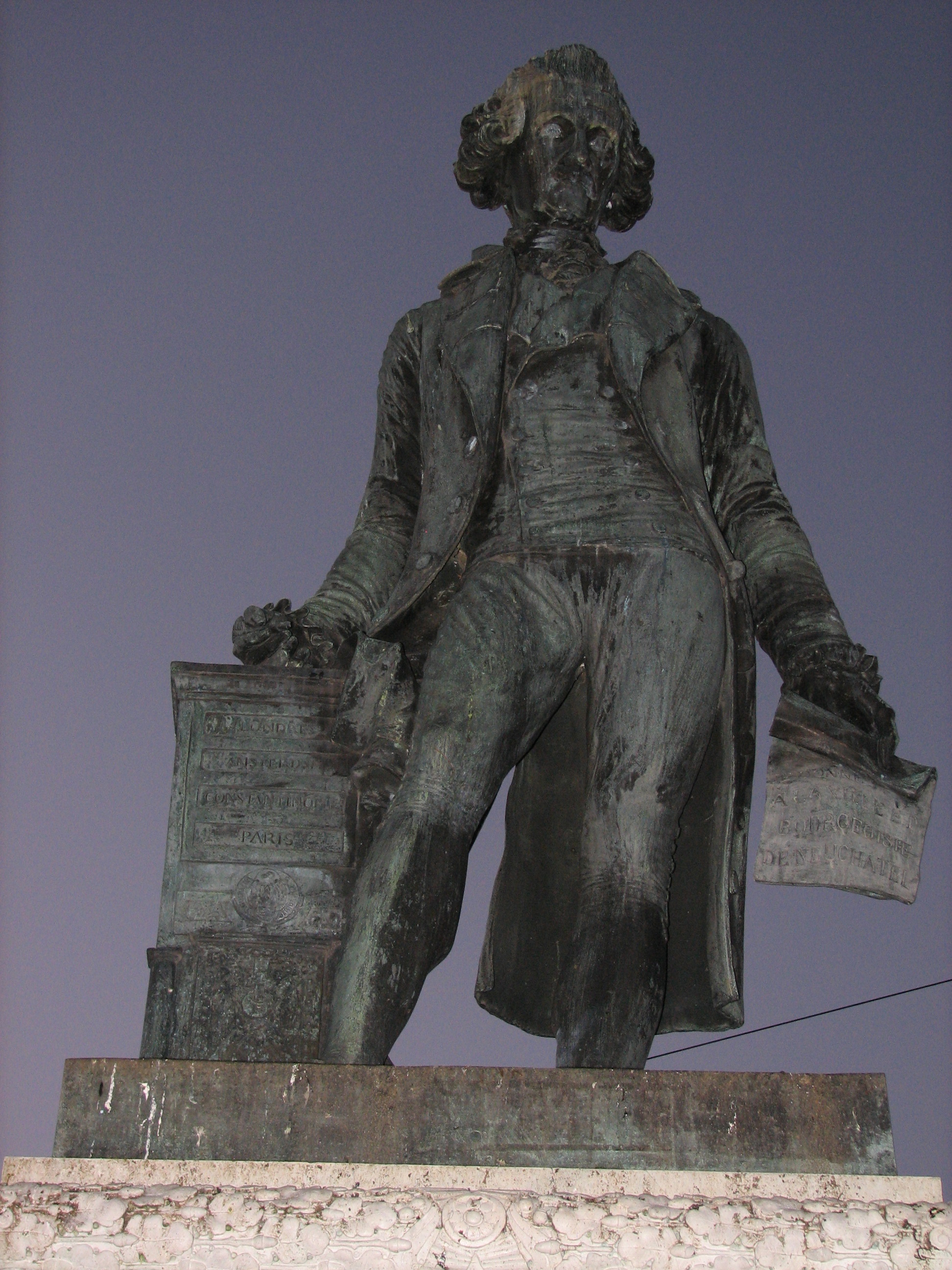
Statue de David de Pury sur la place homonyme à Neuchâtel.

Pour honorer son bienfaiteur, la ville de Neuchâtel, a donné son nom à l'une des principales places de la ville : la Place Pury, aussi connue localement sous le nom de PP. En 1844, une première souscription publique permet d'envisager la réalisation d'une statue en bronze posée sur un socle de pierre ; en 1848, la conception est confiée au sculpteur David d'Angers et la réalisation au fondeur parisien Quesnel ; il faudra toutefois attendre le 6 juillet 1855 pour assister à son inauguration officielle ; une grille entourait le monument jusqu'en 1942. Grâce à cette statue et à la place qui porte son nom, David de Pury est entré le quotidien des Neuchâtelois, bien qu'il n'ait vécu à Neuchâtel que ses années d'enfance et qu'il n'y soit revenu qu'une seule fois en 1755.
Chronologie de l'érection de la statue de de Pury établie par le Musée d'art et d'histoire de Neuchâtel :
- 1777 Par testament, David de Pury lègue la quasi-totalité de sa fortune à la bourgeoisie de Neuchâtel.
- 1786 Décès de David de Pury à Lisbonne.
- 1794 Les autorités de la Ville de Neuchâtel envisagent de rendre un hommage à David de Pury. Des premiers projets sont développés. Ils seront tous abandonnés.
- 1805 Un buste à l'effigie de David de Pury est installé dans le Péristyle de l'Hôtel de Ville où il se trouve aujourd'hui encore.
- 1826 La Ville relance l'idée d'un monument public. Aucune suite n'est cependant donnée au projet.
- 1844 Un nouveau projet prévoit d'ériger une statue sur une place à la rue du Seyon qui vient d'être créée. Une souscription publique permet de réunir une somme importante.
- 1848 La statue est réalisée par David d'Angers, sculpteur parisien renommé.
- 1848 Au lendemain de la Révolution républicaine, des tensions portant entre autres sur l'emplacement de la statue divisent l'ancienne Commission du monument et les nouvelles autorités.
- 1849 La statue est fondue à Paris, sous la surveillance du sculpteur David d'Angers, puis transportée à Neuchâtel.
- 1852-1855 Des controverses sur l'emplacement de la statue opposent les nouvelles autorités au Comité de souscription, composé d'adeptes de l'Ancien régime.
- 1855 Après révocation du Comité de souscription, la statue, érigée sur un piédestal, est inaugurée le 6 juillet par les autorités en place.

De point de vue de l'urbanisme neuchâtelois, l'effigie de David de Pury ne constitue pas un rajout tardif, mais est conçue comme partie intégrante de l'espace qui l'accueille. La nouvelle place et l'ensemble bâti qui la ferme au sud sont planifiés en 1844, en guise d'achèvement des travaux détournement de la rivière qui traversait la ville. L'architecte parisien Achille Leclère l'a conçu en s'inspirant librement de la place de la Concorde à Paris : aboutissement d'un axe central conduisant à un monument placé au milieu d'une architecture à colonnades. Au centre de la place, le monument à David de Pury fait partie du plan original. Collectionneur d'art établi à Paris, le Neuchâtelois James-Alexandre de Pourtalès-Gorgier sert d'intermédiaire entre son ami le sculpteur David d'Angers et Achille Leclère. Les architectes locaux Henri Dietrich et Louis Châtelain assurent le suivi des travaux,.

### La présence de de Pury dans l'espace public contestée
Tard dans la nuit du 12 juillet 2020, la statue de Pury a été vandalisée par des manifestants. De la peinture rouge, symbolisant le sang des Africains réduits en esclavage, a été étalée sur la statue.
En juillet 2020, lors du grand mouvement international Black Lives Matter, un collectif rédige une pétition afin de déboulonner la statue de David de Pury sur la place éponyme,. Le collectif récolte 2 500 signatures. La pétition est transmise aux autorités de la ville de Neuchâtel.
Le 7 décembre 2020, l'Université de Neuchâtel et la Haute Ecole Arc Conservation-restauration, en lien avec le Musée d'Art et d'Histoire de Neuchâtel, organisent un séminaire ayant comme objet la statue de de Pury. Lors du séminaire prennent notamment la parole des étudiants ayant travaillé sur le sujet lors de leurs enseignements.
Le 6 septembre 2021, le Conseil général de la Ville de Neuchâtel accepte à l'unanimité le rapport "Marques mémorielles et réponse aux pétitions concernant le monument de David de Pury". Le rapport propose des mesures à court, moyen et long terme en vue de développer les connaissances du lien entre Neuchâtel et l’entreprise coloniale, dont David de Pury s'est associé. La présence de la figure de David de Pury dans l'espace public y est notamment débattue (voir section suivante).
En août 2021, la ville de Neuchâtel décide finalement de maintenir la statue en place mais avec apposition d'une plaque explicative.
En 2021, Audrey dell'Acqua et Xavier Baume écrivent leur mémoire de bachelor autour de la statue de de Pury. Titre du mémoire (2021) : Déboulonner David de Pury. Une analyse des revendications et des résistances autour du retrait d’un monument sur la Place Pury.
En janvier 2022, la participation de Neuchâtel à l’entreprise coloniale est traitée dans une section de la nouvelle exposition permanente « Mouvements » du Musée d'art et d'histoire (MahN). Elle interroge notamment le degré d’implication de Neuchâtelois·es dans la traite négrière et dans l’esclavage et une borne interactive permet de mieux connaître l'histoire de la statue de David de Pury et fait état des débats récents consécutifs aux pétitions de l’été 2020.
La Ville de Neuchâtel annonce, sur son site web, vouloir, à long terme, "réaménager la Place Pury". Elle annonce également que, par cette occasion, "il serait possible que la statue soit légèrement déplacée compte tenu des nouveaux aménagements" et que, « en lien avec la volonté générale de tendre vers plus d’inclusivité dans l’espace public, il est également envisageable que le nom de la place fasse l’objet d’une réflexion selon ses nouvelles fonctionnalités à l’avenir ». En attendant le réaménagement de la place, et à l'occasion de la Semaine neuchâteloise d'action contre le racisme 2022, une œuvre d'art contemporain a été placée à côté de la statue de de Pury ; l'oeuvre choisie par le jury a été conçue par Mathias Pfund et a été baptisée Great in the concrete (Super dans le béton) par l'artiste genevois et afro-descendant. Il est par ailleurs l'auteur d'un texte intitulé « Whitey on the Moon » accompagnant sa statue et disponible sur la Place Pury via un QR code.

## Sources
Les archives personnelles de David de Pury sont conservées aux Archives de la Ville de Neuchâtel, de même que les archives ayant trait à sa succession.